# Arctosa pungcheunensis
Arctosa pungcheunensis là một loài nhện trong họ Lycosidae.
Loài này thuộc chi Arctosa. Arctosa pungcheunensis được Kap Yong Paik miêu tả năm 1994.